# Prêmio Nobel da Paz para o Artigo 9 da Constituição Japonesa
O Prêmio Nobel da Paz para o Artigo 9 da Constituição Japonesa (憲法9条にノーベル平和賞を Kenpō 9-jō ni nōberu heiwa-shō o) é um movimento social cujo objetivo é pressionar para que o Prêmio Nobel da Paz seja concedido aos cidadãos do Japão por manter a Constituição do país no pós-guerra, especialmente o Artigo 9.

## História
O movimento começou com o empenho de um membro da Comissão Executiva do grupo. O Comitê Executivo recebeu endossos de influentes japoneses e coletou assinaturas de todo o mundo. Em 9 de abril de 2014, eles receberam uma carta do Comitê Norueguês do Nobel informando que o comitê havia recebido a recomendação. Em 22 de maio de 2014, Hiroyuki Konishi, Yoshiko Kira e outros membros do Parlamento (Dieta) do Japão anunciaram que haviam enviado a recomendação por meio da Embaixada da Noruega. Os apoiadores, 60 legisladores da Dieta, vieram de sete partidos do governo, bem como de partidos de oposição, indicando seu apelo cruzado.
Em 21 de fevereiro de 2015, o Comitê Executivo do ramo de Kobe anunciou que havia apresentado uma recomendação semelhante, selecionando grupos políticos preocupados com a proteção da Constituição de Paz.

## 2014–15
O Peace Research Institute Oslo (PRIO) listou o movimento como um dos principais candidatos ao Prêmio Nobel da Paz em 2014. No entanto, o Instituto de Pesquisa interpretou erroneamente a nação japonesa (日本国民) como um nome corporativo. O porta-voz do comitê do Nobel disse que não era possível que cidadãos de uma nação inteira recebessem o prêmio. Portanto, o pedido foi rejeitado.
Kristian Berg Harpviken, diretor do PRIO, estava preocupado que Shinzō Abe, primeiro-ministro do Japão, estivesse tentando reinterpretar o Artigo 9 e que este pudesse ser um precursor do confronto armado. Ele nomeou Kenzaburō Ōe, um ex-laureado com o Nobel de Literatura, e o Nihon Hidankyo (日本被団協), a Confederação Japonesa das Vítimas da Bomba Atômica para a lista do Prêmio Nobel da Paz.

## Coreia
Em resposta, em 15 de janeiro de 2015, a filial coreana do grupo (일본 평화헌법9조 노벨평화상 추천 한국위원회) indicou o Kyūjyō no kai (九条の会, Associação do Artigo 9) e Naomi Takasu (鷹巣直美) para o prêmio e enviou cartas de testemunho e assinaturas de cidadãos coreanos à Embaixada da Noruega em Seul. O PRIO incluiu Kyūjyō no kai como um dos principais candidatos (quarto lugar) para o prêmio de 2015.
Na Coreia do Sul, muitas pessoas se engajaram em atividades de apoio e coletaram assinaturas. Ao todo, 142 parlamentares, ex-presidentes e intelectuais apoiaram o movimento. Na própria Coreia, há uma competição acirrada pelo Prêmio Nobel, na verdade, é raro que os coreanos apoiem a candidatura de estrangeiros, especialmente japoneses, ao Prêmio Nobel da Paz. Yi Buyoung (이부영 李富榮), que está promovendo a campanha de assinaturas na Coreia e também um ex-presidente do Yeolin Partido Uri (열린우리당), disse que este movimento foi desencadeado pelo exemplo de legisladores do partido de oposição japonês indo contra o partido governante do Japão, por exemplo, Ichirō Ozawa, o líder do Partido Liberal do Japão (2016), e a tentativa do ex-primeiro-ministro japonês Tomiichi Murayama de fazer os sul-coreanos participarem de campanhas de coleta de assinaturas em setembro de 2014. Em 9 de dezembro de 2014, a Província de Gangwon (강원도, 江原道), um governo local da Coreia do Sul, decidiu conceder o "Prêmio Coreano da Paz DMZ" ao grupo.

## Críticas
De acordo com uma pesquisa de 188 constituições em todo o mundo feita por Osamu Nishi, um professor emérito da Universidade de Komazawa, 158 (84%) dessas constituições também contêm uma cláusula de paz (平和 条 項). Por isso, segundo ele, está incorreta a afirmação de que a Constituição japonesa é a única constituição pacifista do mundo. Ele também afirma que os artigos que renunciam à guerra como um direito soberano da nação como meio de resolver disputas internacionais estão explicitamente declarados nas constituições da Itália e do Azerbaijão.